# Sergio Malbrán
 Sergio Malbrán ( Río de Janeiro, Brasil, 1937 -  15 de octubre de 2006) fue un actor que trabajó en el teatro, cine, la radio y la televisión de Argentina.

## Biografía
En 1999 fue distinguido por los 50 años unidos a la Asociación Argentina de Actores como miembro activo.

## Actuación en radio
Hizo una importante carrera artística en el radioteatro y se convirtió en un actor favorito de Nené Cascallar, quien lo vio como un sucesor del galán Oscar Casco. Uno de sus dichos popularizados fue el de “Amada mía”.
Acompañó, entre otras, a la actriz Hilda Bernard.

## Teatro
En teatro intervino en la representación de Ronda del murciélago, con Lita Soriano y Darío Garzay bajo la dirección de Esteban Serrador, La Moreira, con Tita Merllo y dirección de Eduardo Cuitiño en el Teatro Presidente Alvear y en la comedia Trasplante conyugal acompañando a Angélica López Gamio y Elcira Olivera Garcés.

## Cine
Debutó en cine en dirigido por Mario C. Lugones en Abuso de confianza   (1950) y su papel más importante fue el de falso médico en Sucedió en el fantástico Circo Tihany   (1981) dirigido por Enrique Carreras.

## Televisión
En televisión actuó en 1953 en Silvia Villar, doctora que se transmitía lunes, miércoles y viernes por Canal 7, el único de Argentina en ese momento. Se trataba del primer programa para televisión que hizo Nené Cascallar, autora de larga trayectoria en radioteatro. La protagonista era la actriz Claudia Fontán que encarnaba a la médica cuya vida sentimental y profesional era el tema de la telenovela, acompañada por el joven Malbrán y el actor Hugo Chemin con la dirección de José Cibrián.
En abril de 1964 se inició la transmisión de un programa de gran repercusión popular que se prolongaría por varias temporadas, titulado El amor tiene cara de mujer, una creación de Nené Cascallar en la que Sergio Malbrán integró el cuarteto de galanes con Iván Grondona, Ricardo Castro Ríos y Fabio Zerpa. Las protagonistas femeninas eran Delfy de Ortega, Angélica López Gamio, Iris Láinez y Bárbara Mujica.

## Filmografía
Actor
- Sucedió en el fantástico Circo Tihany   (1981)… Falso médico
- ¡Qué linda es mi familia!    (1980)
- Locos por la música (1980)... Pasajero del taxi
- Vivir con alegría   (1979)
- Kuma Ching   (1969)
- Asalto en la ciudad   (1961) …Empleado bancario
- El hombre que hizo el milagro (1958)
- La niña del gato   (1953) …Empleado en joyería
- Abuso de confianza   (1950)

## Radioteatro
- La lágrima está vacante (1971), con un amplio elenco en las que se encontraban Alfredo Alcón, Norma Aleandro, Oscar Casco, Roberto Escalada, entre otros.[5]
- 1959/1960: Gran Teatro Pond's junto a Iris Láinez. Escrita por Nené Cascallar.

## Televisión
- El solitario (miniserie) (1980)
- El mundo del espectáculo (serie) (1968)
  - * Sangre y arena (1968) … Antonio
- El amor tiene cara de mujer  (serie) (1964)
- El último pecado (película) (1962)

## Teatro
- 1962: La Moreira, con la Compañía de Comedia de Tita Merello, con Sergio Renán, Eduardo Cuitiño, Margarita Corona, Elda Dessel, Jorge de la Riestra y Adolfo García Grau.